# Chika Arimura
Pour les articles homonymes, voir Arimura.
Chika Arimura (有村千佳, Arimura Chika), née le 15 avril 1990 à Tokyo, est une idole féminine et une ancienne actrice pornographique. Elle a été active de 2010 à 2015.